# سیستم بتنی قالب تونلی

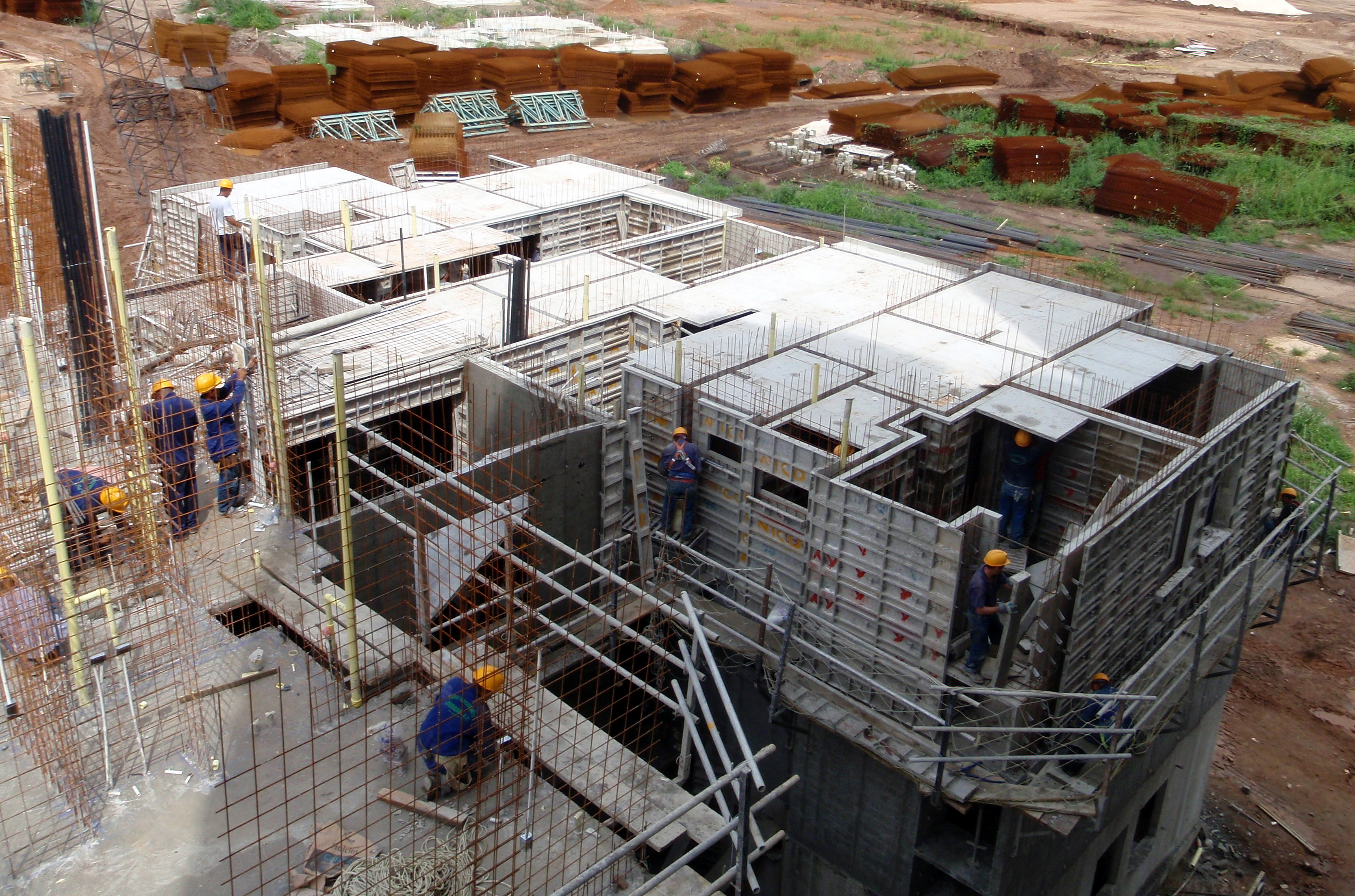
بتون‌ریزی به روش تونلی

سیستم بتنی قالب تونلی یکی از روش‌های مورد استفاده برای اجرای ساختمان‌های با سیستم باربر دیوار و سقف بتنی است. نام تونلی به دلیل شکل قالب‌های فلزی هم‌زمان دیوارها و سقف‌هاست. در سیستم تونلی، دیوارها و سقف‌های بتن مسلح به‌صورت هم‌زمان آرماتوربندی، قالب‌بندی و بتن‌ریزی می‌شوند. این روش ضمن بالا بردن سرعت و کیفیت اجرا، عملکرد سازه‌ای و رفتار لرزه‌ای مجموعه سازه را به لحاظ یکپارچگی اعضا و اتصالات آن‌ها به نحو چشمگیری بهبود می‌بخشد.

## نیاز به این روش
با افزایش روزافزون جمعیت و به تبع آن افزایش تمایل به شهرنشینی، نیاز به مسکن ضروری تر از همیشه شده‌است. نیاز به تعداد زیاد مسکن و همچنین لزوم افزایش سرعت در اجرا باعث شد که اولین بار بعد از جنگ جهانی دوم روشی با عنوان انبوه‌سازی صنعتی مسکن مورد استفاده قرار گیرد. در سال ۱۹۵۰ فقط ۳۱ درصد جمعیت جهان در شهرهای ک. چک و بزرگ ساکن بودند که این رقم در سال ۱۹۹۵ به ۴۵ درصد رسید. در سال ۲۰۰۰ از هر دو نفر، یک نفر در شهرها سکونت داشت و بیشتر این رشد در شهرهای کوچک و متوسط بود. کلان‌شهرهایی با بیش از ده میلیون نفر جمعیت، هم‌اکنون فقط ۴ درصد جمعیت جهان را در خود جای داده‌اند، لذا با توجه به روند افزایش روزافزون جمعیت و به تبع آن، نیاز روزافزون به مسکن و نیز ناکارایی سیستم‌های سنتی و متداول در تولید انبوه مسکن، رویکرد به روش‌های صنعتی ساختمان ضروری به نظر می‌رسد. اجرای سازه بتنی به روش قالب تونلی، از حدود ۴۰ سال پیش در جهان متداول شده‌است. این روش که نوعی تولید صنعتی ساختمان بتن مسلح محسوب می‌شود، بیشتر انبوه‌سازی و بلند مرتبه سازی استفاده می‌شود. روش قالب تونلی، مانند دیگر روش‌های ساخت صنعتی، از چهار مزیت کاهش زمان، کاهش هزینه، ارتقای کیفیت و افزایش ایمنی کارکنان برخوردار است. این سیستم که یکی از بهترین روش‌های ساخت و ساز صنعتی است، از ابتدا در کشورهایی که با مشکل زلزله روبرو بودند، مورد توجه قرار گرفت. در ایران نیز مرکز تحقیقات ساختمان و مسکن در سال ۱۳۸۷، ساخت سازه به روش قالب تونلی را جز فناوری‌های نوین ساخت و ساز در کشور اعلام نمود. گروه صنعتی بوذرجمهر  اولین تولید کننده این سیستم در ایران بود.

## الزامات و مزایای رویکرد ساخت و ساز از سنتی به صنعتی
امروزه به دلیل افزایش جمعیت و تقاضای روزافزون نیاز به مسکن در کشور و به ویژه در نسل جوان؛ گسترش شهرنشینی؛ لزوم برقراری تعادل بین عرضه و تقاضای مسکن؛ کیفیت پایین شیوه‌های سنتی ساخت وساز؛ کاهش منابع انرژی و نیاز به صرفه جویی در مصرف و کاهش اتلاف انرژی ساختمان در راستای اصلاح الگوی مصرف؛ بالا بودن قیمت تمام شده مسکن و عدم امکان خرید توسط قشرها ضعیف و متوسط؛ افزایش سرعت احداث مسکن در بازهٔ زمانی کوتاه در جهت تحقق برنامه‌های میان مدت و بلند مدت دولت؛ افزایش بهره‌وری و جایگزین کردن نیروی کار تحصیل کرده؛ استفاده بهینه از منابع و مصالح؛ و زلزله خیزی کشورمان و به تبع آن، ناکارآیی سیستم‌های سنتی و متداول در تولید انبوه مسکن، نگرش به سمت سیستم‌های صنعتی تولید ساختمان ضروری به نظر می‌رسد.

## بررسی و مقایسه قالب تونلی با سیستم‌های سنتی
از آنجا که سیستم بر اساس ایجاد صندوقچه‌های مقاوم بتنی شکل گرفته‌است، میزان مصرف بتن و میلگرد مهم‌ترین عامل در برآورد هزینه اجرای این روش است. اما علاوه بر هزینه مصالح مصرفی، عملیات اجرایی نیز دارای اهمیت و تأثیر بسزایی در هزینه‌های این روش می‌باشد. مهم‌ترین نکته که در این زمینه قابل ذکر است، امکان استفاده مجدد قالب‌ها و قطعات در یک دوره زمانی ۲۴ ساعته است بدین شکل که ۲۴ ساعت پس از بتن ریزی قالب باز شده و تنها پایه‌های اطمینان در زیر سقف باقی می‌ماند و بنابراین هر روز عملیات قالب بندی و آرماتوربندی و بتن ریزی بدون وقفه انجام می‌شود. این خصوصیت در بین اکثر سیستم‌های قالب بندی منحصر به فرد است. این مزیت منجر به کاهش تعداد قالب‌های مورد نیاز در پروژه، بدون افزایش مدت زمان اجرای آن یعنی کاهش هزینه‌ها خواهد شد. نکته دیگر که در زمینهٔ این قالب‌ها قابل ذکر است، سبکی آن‌ها نسبت به قالب‌های متداول است. امروزه با استفاده از قالب‌های تونلی که خود دارای خیز منفی هستند چند ساعت در چرخهٔ عملیات قالب بندی از جهت عدم نیاز به عملیات خیز دادن به قالب سقف صرفه جویی می‌شود. در ضمن در قالب بندی به کمک این سیستم، تعداد پیچ و مهره‌ها بسیار کمتر خواهد بود. این امر هزینه نصب قطعات و نیروی انسانی مورد نیاز آن را به نحوه مؤثری کاهش می‌دهد.
به دلیل یکپارچگی سیستم، مشکلات ناشی از ضعف مصالح به کار رفته، مانند ترک‌های بتن پس از گرفتن و سخت شدن، ترک‌های حرارتی یا نشست پی کاهش می‌یابد که خود باعث افزایش کیفیت سیستم می‌گردد. لازم است ذکر شود بتن ریزی سیستم قالب تونلی نیز باید به گونه‌ای صورت گیرد که در محل اتصال دیوار به سقف، درزهای سرد ایجاد نشود؛ بدین ترتیب که پس از اتمام بتن ریزی دیوار، در لایه نهایی آن ویبره مجدد ایجاد شود و یک فرصت کوتاهی داده شود تا بتن دیوار، نشست خود را انجام دهد ولی به گیرش اولیه نرسد، سپس بتن ریزی دال اجرا می‌گردد. در این صورت احتمال ترک خوردگی دال و دیوار و تمرکز تنش به حداقل می‌رسد. ملاحظه می‌شود که در صورت رعایت برخی نکات اجرایی ساده، سازه‌ای با کیفیت حاصل می‌گردد که به دلیل عدم ایجاد اتصال سرد مقاومت بهتری در برابر زلزله دارد. همچنین سازه قالب تونلی در مقابل آتش‌سوزی عملکرد مناسب تری نسبت به سازه‌های فولادی دارد.
بدون تردید یکی از مزایای مهم این سیستم، سرعت اجرایی زیاد و قابلیت بالای برنامه‌ریزی در این شیوه از اجرا است. این امر سبب کاهش ریسک مالی عملیات، کوتاه شدن زمان اجرا و بازگشت سریع تر سرمایه خواهد شد. با توجه به پیش ساخته بودن قطعات در این سیستم، میزان نیاز به نیروی انسانی ساده، کاهش می‌یابد. در نتیجه میزان نیاز به نظارت کارگاهی نیز کاهش قابل ملاحظه‌ای خواهد داشت. همچنین می‌توان با به‌کار بردن تعداد بشتر قطعات، سرعت عملیات را حتی به ۲ یا ۳ برابر افزایش داد. در این سیستم می‌توان از هر قالب ۲۰۰ مرتبه در کارگاه استفاده کرد و تنها یکبار هزینه حمل و نقل پرداخت نمود. در صورتی که اگر از سیستم‌های پیش ساخته استفاده شود، هزینه حمل قطعات به ده‌ها برابر افزایش خواهد یافت، در عین حال که در این سیستم اکثر قطعات مورد استفاده حجم و وزن زیادی ندارند.

## اجزای قالب‌های تونلی
- پانل افقی
- پانل عمودی
- پانل پشتی
- جک مورب
- براکت مثلثی دیوار بیرونی
- چرخ پانل پشتی و رولر
- ساپورت‌های چرخدار ترازکننده
- تیرهای جابجایی
- لبه‌های خاتمهٔ بتن ریزی
- قالب رامکا
- قالب تعبیهٔ بازشوی سقف و درب
- بلت و مهره بلت
- میان بلت فلزی مخروطی
- تراس (پلتفرم تخته کوبی شده)

قالبهای تونلی با رعایت نکات نگهداری تا ۵۰۰ و حتی ۱۰۰۰ بار قابل استفاده می‌باشند

## انواع قالب‌های مورد استفاده
در این سیستم، پنج گروه قالب وجود دارد:
- قالب‌های شالوده.
- قالب‌های مجموعه دیوارهای داخلی و خارجی.
- قالب‌های سقف‌ها.
- قالب‌های راه پله‌ها.
- قالب‌ها یا پیش قالب‌های درها و پنجره‌های کارگذاشته شده در دیوارها، قبل از بتن ریزی آنها.

در این سیستم دیوارها و سقفهای بتن مسلح به‌طور هم‌زمان آرماتوربندی، قالب بندی و بتن ریزی می‌شوند.

## روش‌های اجرا

### ۱-روش میز پرنده
در این روش قالبهای بزرگی به صورت میز، با پایه‌های مستقر روی چرخ یا غلتک کل سقف یک فضا را می‌پوشانند و روی آن‌ها آرماتوربندی سقف انجام و سپس بتن ریزی می‌شود. بعضی از این روش‌ها شباهت زیادی به روش تونلی متعارف دارند و امکان بتن ریزی هم‌زمان دیوار و سقف در آن می‌باشد. در این روش دیوارهای نمای اصلی پس از اجرای دیوارهای سازه‌ای و سقف، با مصالح گوناگونی قابل اجراست.

### ۲-روش تونلی با سقف قالب سرخود نیمه پیش ساخته
در این روش پیش دال خرپایی یا ساده یا دال‌های نواری بتنی بر روی لبه‌های دیوارهای جانبی فضاها قرار می‌گیرد. در صورت استفاده از پیش دال، پیش از بتن ریزی، آرماتورهای فوقانی پیش دال جاگذاری می‌شود و اتصال میلگردهای سقف و دیوار نیز در همین مرحله انجام می‌شود. سپس بتن ریزی قسمت فوقانی پیش دال و محل‌های اتصال پیش دال یا دال پیش ساخته با سقف انجام می‌شود. در این روش اجرا، دیوارهای خارجی معمولاً هم‌زمان با سایر دیوارها قالب‌بندی و بتن‌ریزی می‌شوند. دیوارهای نما نیز معمولاً بتنی و با اجرای درجا هستند. این امر باعث می‌شود امکان خروج قطعات قالب از ساختمان با پیچیدگی بیشتری انجام شود. کوچک بودن قطعات هم به همین دلیل است، و امکان خروج قطعات از محل درها و پنجره‌ها را فراهم می‌سازد.

## مراحل اجرا
1. عملیات خاکی و آماده‌سازی بستر.
2. قالب بندی و بتن ریزی پی.
3. قالب بندی و بتن ریزی دیوار.
4. قالب بندی و بتن ریزی سقف.[۹]

## الزامات طراحی معماری و سازه
در سیستم قاب بتنی پیوسته با توجه به مدولار بودن قالب‌ها، بهترین اندازه‌ها در پلان از نظر معماری، نزدیک‌ترین آن‌ها به ابعاد قالب هاست.
طراحی معماری در این روش، به دلیل محدودیت دهانه قالب‌ها باید با ابعاد قالب سازگار و منطبق باشد. آیین‌نامه‌ها و تجربه ساخت نشان میدهد که هماهنگی معماری با الزامات سازه‌ای در این روش منجر به سهولت اجرا و در نتیجه کاهش زمان خواهد شد.
در صورت بهره‌گیری از این سیستم، بهتر است برای نما از بتن نمایان، با طرح‌های مختلف استفاده شود. این امر باعث می‌شود هزینه‌های مربوط به نما به حداقل برسد.
در ساختمان‌های حداکثر ۴ طبقه، طراحی پلان‌ها به نحوی باشد که قاب‌ها از یک طرف و عمود بر جهت استقرار ساختمان‌ها خارج شوند و در ساختمان‌های بیش از ۴ طبقه توصیه می‌شود پلان‌ها به گونه‌ای باشند که تعداد دیوارهای برشی در دو جهت عمود برهم تقریباً یکسان باشند.
اندازه دهانه تونل‌ها، به منظور کنترل تنش‌ها در سقف و نیز زیاد نشدن ضخامت دال بتنی سقف، بین ۳ تا ۵/۵ متر توصیه می‌شود. عمق تونل‌ها نیز حداکثر ۶ متر توصیه می‌شود.
محل استقرار تجهیزات بهداشتی روی دیوارهای سازه‌ای پیش‌بینی می‌شود. داکت‌های تأسیساتی به صورت متمرکز و قابل دسترس در نظر گرفته شود و سرویس‌ها در اطراف آن‌ها مستقر شوند. به دلیل امکان پیش ساخته شدن پله‌های بتنی، بهتر است از پله‌های دو طرفه رفت و برگشت برای ارتباط عمودی در ساختمان استفاده شود. بهتر است از ایجاد اختلاف سطح در طبقات ساختمان اجتناب شود.
دیوارهای باربر، دارای شکل‌پذیری کمتری نسبت به قاب‌های خمشی هستند. هنگامی که دیوارها هم‌زمان تحت بارگذاری ثقلی زیاد و نیروهای ناشی از زلزله قرار می‌گیرند، خطر فروریختن آن‌ها وجود دارد. در آیین‌نامه‌ها تنش یا مقاومت نهایی در برابر نیروی زلزله ۳۳ درصد افزایش داده می‌شود.
یکی از مهم‌ترین مزیت‌های سیستم‌های یکپارچه، پیوسته بودن عملیات بتن ریزی است. این امر باعث عدم شکل‌گیری درز سرد شده و در نتیجه پیوستگی سیستم سازه را افزایش می‌دهد.

## دو روش اصلی اجرای این نوع سازه
الف- سیستم نیمه تونلی: اجرای دیوار با قالب فلزی بالارونده و اجرای با میز پرنده.
ب- سیستم تونلی کامل: اجرای دیوار و سقف به صورت همزمان، به کمک قالب تونلی.

## نمونه‌های موردی در ایران
- شهرک اکباتان

## مزایا
- سرعت و کیفیت اجرای بالا.
- کاهش کارهای جزئی و همپوشانی فعالیت‌ها.
- صرفه اقتصادی بیشتر (با درنظرگرفتن سرعت کار).
- کاهش نیروی انسانی (نسبت به روش‌های سنتی).
- قابلیت آموزش سریع و آسان به نیروی انسانی.
- صرفه جویی در منابع (معدنی، انرژی).
- کاهش حجم عملیات نازک کاری (به دلیل وجود بتن expose)در اغلب سطوح و اجرای سریع اندود در سطوح صاف حاصل.
- کاهش ضخامت جداره‌ها و افزایش فضای مفید به دلیل باربر بودن تمام اجزاء سازه.
- اجرای اتصال صحیح سقف به دیوار و عدم تشکیل درز اجرایی.
- بهبود یکپارچگی اعضا و اتصالات آن با عملکرد سازه‌ای و رفتار لرزه‌ای مجموعه (مقاومت در برابر نیروی باد و زلزله).
- تغییر ماهیت تمرکز تنش از حالت گره‌ای و متمرکز به صورت گسترده بعلت تبدیل سازه از حالت تیر- ستون – دیوار به حالت دال، دیوار.
- آزادی و تنوع در طراحی معماری.
- استهلاک پایین و عمر طولانی ساختمان در زمان بهره‌برداری.
- به کارگیری کم‌تر نیروی انسانی نسبت به سیستم متداول.
- استهلاک کم قالبها (در صورت رعایت برخی نکات در ساخت و بهره‌برداری از قطعات) و در نتیجه، در پروژه‌های انبوه‌سازی، می‌تواند به راحتی از لحاظ هزینه با سیستم‌های متداول رقابت نماید.
- انطباق با شرایط و توانمندی‌های اجرایی موجود در کشور.
- کاهش برخی ردیف‌های عملیات سفیدکاری، گچ و خاک، نصب در و پنجره، تأسیسات (برق و مکانیک)، دوغاب ریزی پشت کاشی.
- یکپارچگی مصالح یا اجزای ساختمان و جلوگیری از ایجاد ترک‌های حرارتی که بر اثر تغییرات دما در مصالح ناهمگون به وجود می‌آید.[۲]

## نقاط ضعف
- بالا بودن سرمایه‌گذاری اولیه برای تهیه قالب‌ها.
- عدم امکان تغییر نقشه و جانمایی دیوارهای داخلی در زمان اجرا.
- عدم امکان اعمال تغییرات در تیغه‌های جداکننده داخلی، در طول دوره بهر ه برداری.
- اعمال هزینه‌های اضافی در صورت ایجاد وقفه در کار ناشی از شرایط آب و هوایی.
- غیرضروری بودن اجرای تمام دیوارهای داخلی به صورت بتن مسلح که باعث عدم تغییر پلان و افزایش بار مرده ساختمان و میلگرد مصرفی می‌شود.
- پر هزینه بودن و کند بودن عملیات قالب بندی یکپارچه که باعث افزایش زمان قالب بندی در مقایسه با سایر سیستم‌های تولید صنعتی می‌شود.
- در شروع عملیات تجهیز کارگاه، هزینه سنگینی برای تهیه ماشین آلات و خرید عمده مصالح پرداخت می‌شود.
- در سیستم متداول، موازی کردن و گسترش جبهه فعالیت (خصوصاً در مرحله اجرای دیوارها و تیغه‌ها) بسیار ساده با اضافه کردن چند گروه کاری جدید صورت می‌گیرد. با توجه به محدود بودن تعداد قالبها و کارگرهای ماهر آموزش دیده، در این سیستم این انعطاف‌پذیری وجود ندارد.[۲]

## محدودیت‌ها
به جز محدودیت‌های آیین‌نامه‌ای در خصوص سازه‌های با سیستم دیوارهای باربر، محدودیت سازه‌ای دیگری بر این سیستم متصور نیست.
- اجرای این پروژه‌ها از لحاظ مکانی محدودیت خاصی نداشته ولی در صورت اجراء در فضاهای مسطح و غیر شیبدار و با مقاومت بستر مناسب؛ دارای شرایط مناسبتری از لحاظ ایجاد در سرعت کار و عملیات جابجائی در ماشین آلات می‌باشد. در حال حاضر امکان اجرای این روش تا ۱۶ طبقه در کشور ایران و در سایر کشورها تا حدود ۶۰ طبقه منعی نداشته ولی اجرای پارکینگها پیشنهاد می‌گردد در فضائی جداگانه از بلوکهای مسکونی اجرا گردد.
- مبحث نهم مقررات ملی ساختمان را می‌توان برای طرح و اجرای ساختمان‌های بتن مسلح با قالب بندی یکپارچه دیواری و سقفی، مورد استفاده قرار داد. فصل ۱۶ این مبحث، به طراحی دیوارهای باربر و برشی اختصاص دارد. در فصل ۲۰ مبحث نهم مقررات ملی نیز، ضوابط ویژه طراحی دیوارها در برابر زلزله با توجه به میزان شکل‌پذیری مورد انتظار (متوسط و زیاد)، ارائه شده‌است.[۲]

## کابردهای مناسب
از آنجا که میزان مصرف فولاد در این روش کمتر از مصرف فولاد در سازه‌های بتنی متداول برای ساختمان‌های بلند است و نظر به این که امکان استفاده از جرثقیل سبب سرعت بسیار زیاد این روش در اجرای ساختمان‌های بلند مرتبه می‌باشد، توصیه می‌شود از این روش در ساختمان‌های بلند مرتبه و سازه‌های تکرار شونده استفاده شود. از این روش می‌توان در ساخت مجموعه‌های مسکونی و صنعتی در مقیاس گسترده و انبوه، با روش‌های تولید صنعتی ساختمان به خوبی استفاده کرد.